# Мельхерт, Юлиус
Ю́лиус Ме́льхерт (нем. Julius Melchert; 28 мая 1810, Альтона — 12 сентября 1886, Гамбург) — немецкий композитор, хоровой дирижёр и музыкальный педагог.
По профессии аптекарь. Участвуя в свободное от работы время в одном из певческих обществ Альтоны, постепенно превратил занятия музыкой в свою основную работу. Давал уроки (среди учеников Мельхерта, в частности, композитор Дидерих Круг). Автор множества хоров и песен. Возглавлял лидертафель в Альтоне, в 1845 году во главе лидертафеля принял участие в первом всегерманском хоровом празднике в Вюрцбурге, опубликовал отдельным изданием подробный отчёт об этой поездке под названием «Путешествие в Баварию в 1845 году» (нем. Die Reise in Baiern im Jahre 1845; 1846, переиздание 1974). На городских певческих праздниках собирал под своим началом до 500 хористов.